# Xenofrea exotica
Xenofrea exotica là một loài bọ cánh cứng trong họ Cerambycidae.